# Плуг

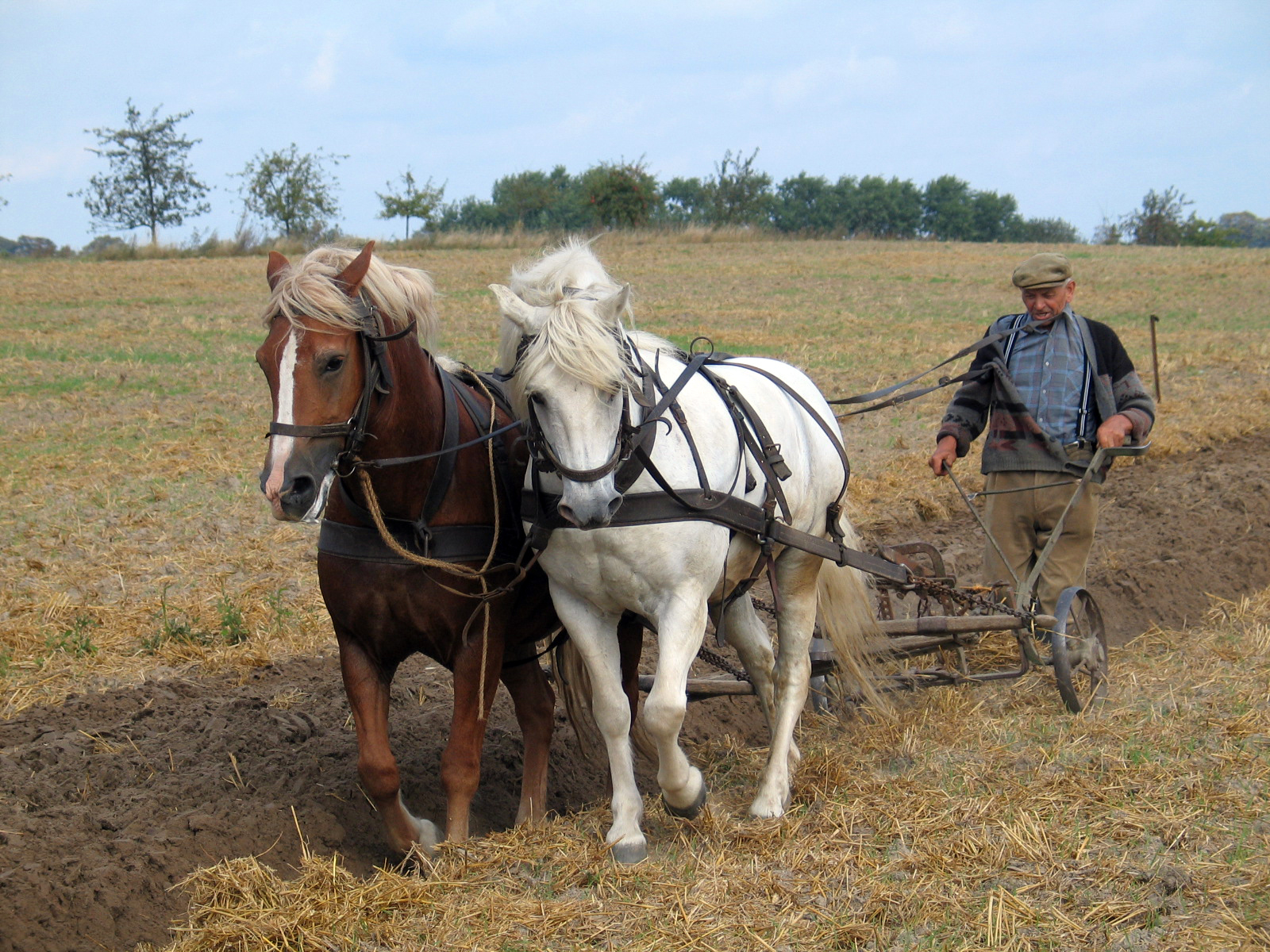
Немецкий крестьянин пашет поле конным плугом на Соревнования по вспашке в 2004 году в Фаренвальде

Плуг — орудие (изделие) для вспашки плотной почвы, поднятия целины.
Кроме сельского хозяйства плуги применяются также в лесном хозяйстве. Первоначально плуги тащили на себе сами люди, затем волы, а ещё позже — лошади и мулы. В настоящее время в промышленно развитых странах плуг агрегатируется с трактором. Основная задача плуга — перевернуть верхний слой земли. Вспахивание уменьшает количество сорняков, разрыхляет и делает почву более мягкой и податливой, облегчает дальнейший посев. В процессе вспашки повреждаются уже тронувшиеся в рост, но ещё недостаточно окрепшие однолетние сорняки. Кроме того, оборот пласта земли способствует перемещению непроросших семян сорняков в нижний (более глубокий) слой плодородной почвы, что, в свою очередь, создаёт дополнительное препятствие на пути прорастания сорных трав — многие семена при этом погибают. При этом поднимаются семена сорняков прошлых лет, которые обладают хорошей всхожестью.

## История плуга
Известно, что люди всегда с большим уважением относились к орудиям обработки почвы. Так, в средние века кражу плуга считали тяжким преступлением и наказывали вора колесованием. Нельзя было принимать плуг в заклад. Тот, кто становился за плуг, считался взрослым человеком.
Этимологический словарь русского языка Н. М. Шанского. сближает русское «плуг» с «плыть»: «плуг по сравнению с сохой кажется „плывущим“».
М. Р. Фасмер даёт следующее объяснение происхождения слова: «укр. плуг, др.-русск. плугъ (Пов. врем. лет под 981 г.), сербск.-цслав. плугъ, болг. плуг, сербохорв. плу̏г, словен. plùg, род. п. plúga, чеш. pluh, plouh, слвц. pluh, польск. pɫug, в.-луж. pɫuh, н.-луж. pɫug, полаб. pläug Заимств. из д.-в.-н. pfluog „плуг“, др.-исл. plógr, англос. plóg, которые сближают частью с нов.-в.-н. pflegen „ухаживать“, частью — с нов.-в.-н. Pflock „колышек“».

### Доиндустриальная эпоха

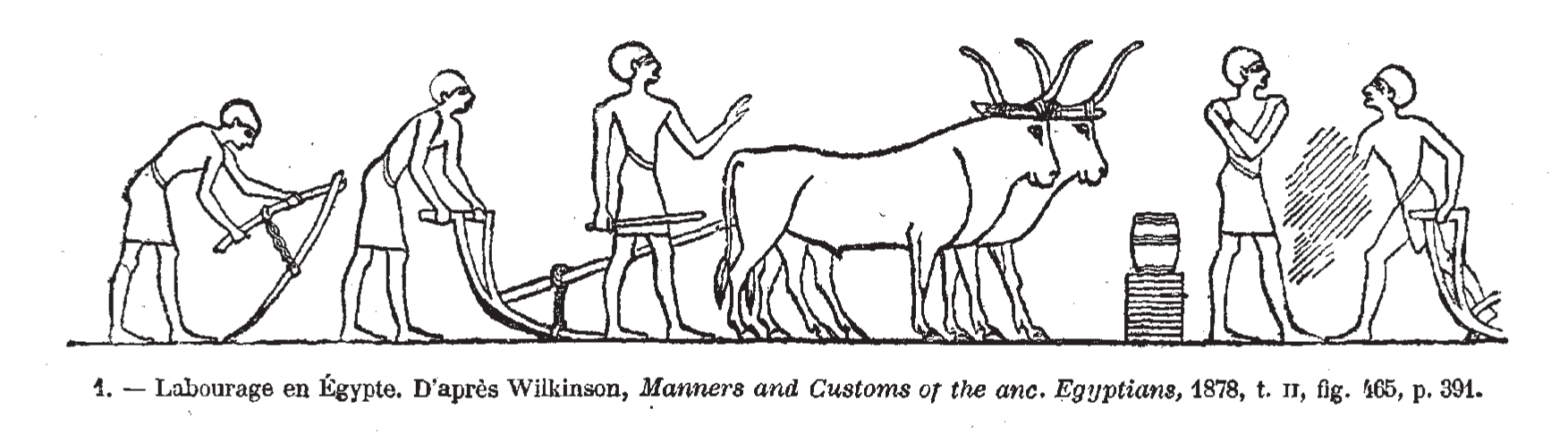
Древние египтяне, изображение в книге 1878 года издания

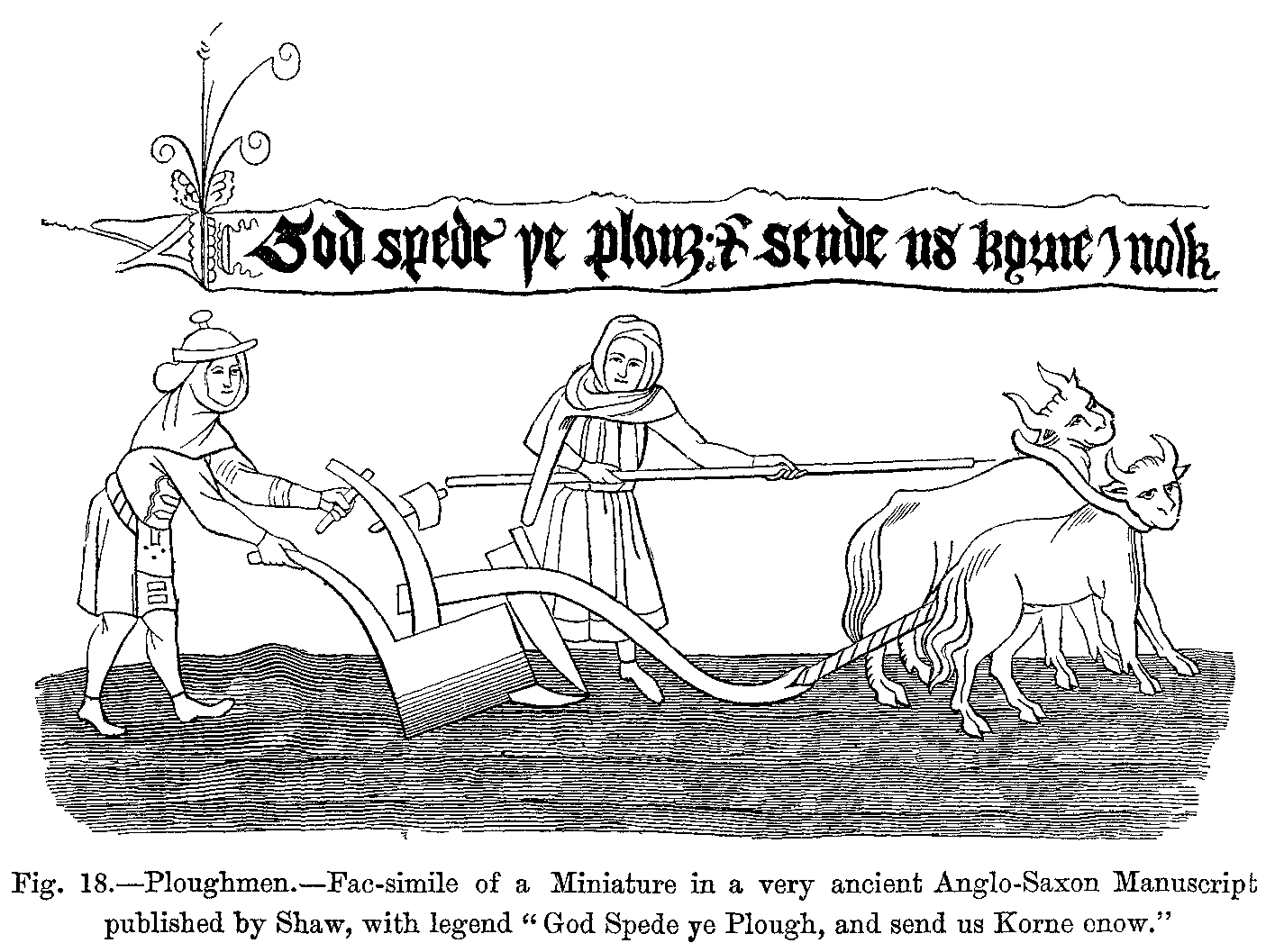
Распашка с использованием плуга и волов. Миниатюра поэмы «God Spede ye Plough», относящаяся к началу XVI века. Британский музей

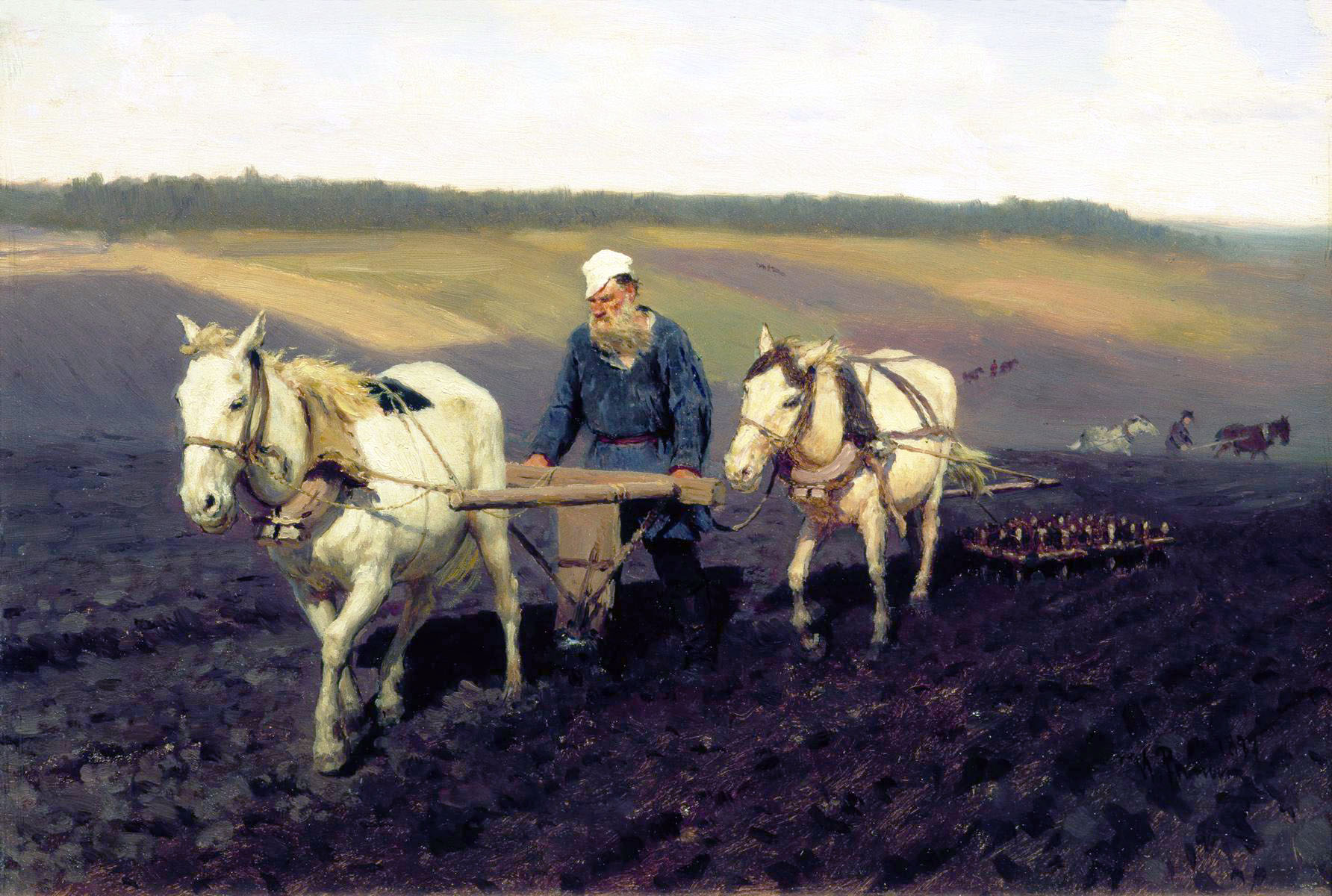
Лев Николаевич Толстой пашет сохой, вторая лошадь на привязи боронует зубовой деревянной бороной. И. Е. Репин, 1887

До плуга использовались другие пахотные орудия, к примеру, рало, соха и т. д. Самые первые сохи появились в III тыс. до н. э. и имели очень простое строение и представляли собой раму (дышло), держащую в себе вертикально закреплённый кусок дерева (лемех), который волочили сквозь верхний слой почвы. Как лемех, так и дышло выделывались из одного куска дерева, о чём свидетельствует, например, сиракузская бронзовая монета.
Древние формы сохи известны нам по вавилонским и древнеегипетским изображениям, наскальным рисункам в Северной Италии и Южной Швеции (относящимся ко второму тысячелетию до нашей эры), а также по находкам древних плугов в торфяниках на территории Польши. Ранее I тысячелетия до нашей эры плуг был известен в Китае. Одно из древнейших упоминаний обозначающего плуг китайского иероглифа 犁 отмечено в «Гуань-цзы» (гл. 5 «Чэнма»).
От сохи отличается классический плуг, который был изобретен древними римлянами. В отличие от сохи такой плуг имел колёса и металлический наконечник. Такой плуг позволял регулировать глубину борозды и отбрасывать землю в сторону. От римлян плуг перешел к германцам (нем. Pflug, англ. Plough, швед. Plog), а от них к славянам. Повесть временных лет упоминает плуг у вятичей в 981 году.
В самом начале отвалы делались из дерева в виде продолговатого четырёхугольника. Спереди их прикрепляли к стойке, а позади к подошве и к одной из рукояток плуга посредством деревянной или железной связи. Так как к дереву земля налипает сильнее, нежели к металлу, то впоследствии стали делать отвалы из чугуна или железа и давать им форму местами вогнутую, местами выпуклую, так что отвал представлял собой изогнутую винтообразную поверхность.
Первым коммерчески успешным плугом с использованием железных частей следует считать «Роттерхамский плуг», разработанный Джозефом Фулджембом (Joseph Foljambe) в 1730 году в Ротерхаме, Англии.

#### Разновидности плуга на территории России XIII—XX вв.

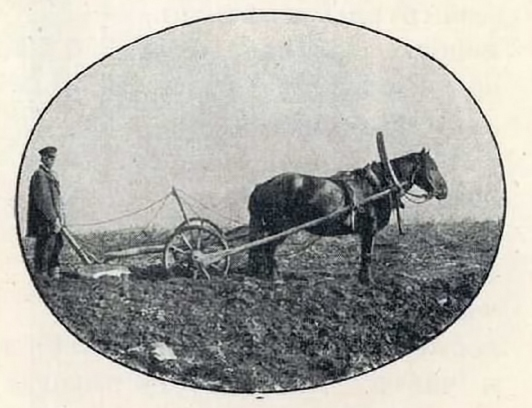
Сибирский сабан («колесуха») конца XIX века

В европейской части России, по меньшей мере с X века, наибольшее распространение имела традиционная «великорусская» соха и позднее одноотвальная косуля, вплоть до постепенной замены её железным плугом на рубеже XIX—XX вв. В Поволжье, на Урале и в большинстве областей Сибири имели распространение сабан, в том числе колёсная разновидность, также схожие с ними малороссийские деревянный плуг-«лемех» и сабан-«колесуха».

### Индустриальная революция

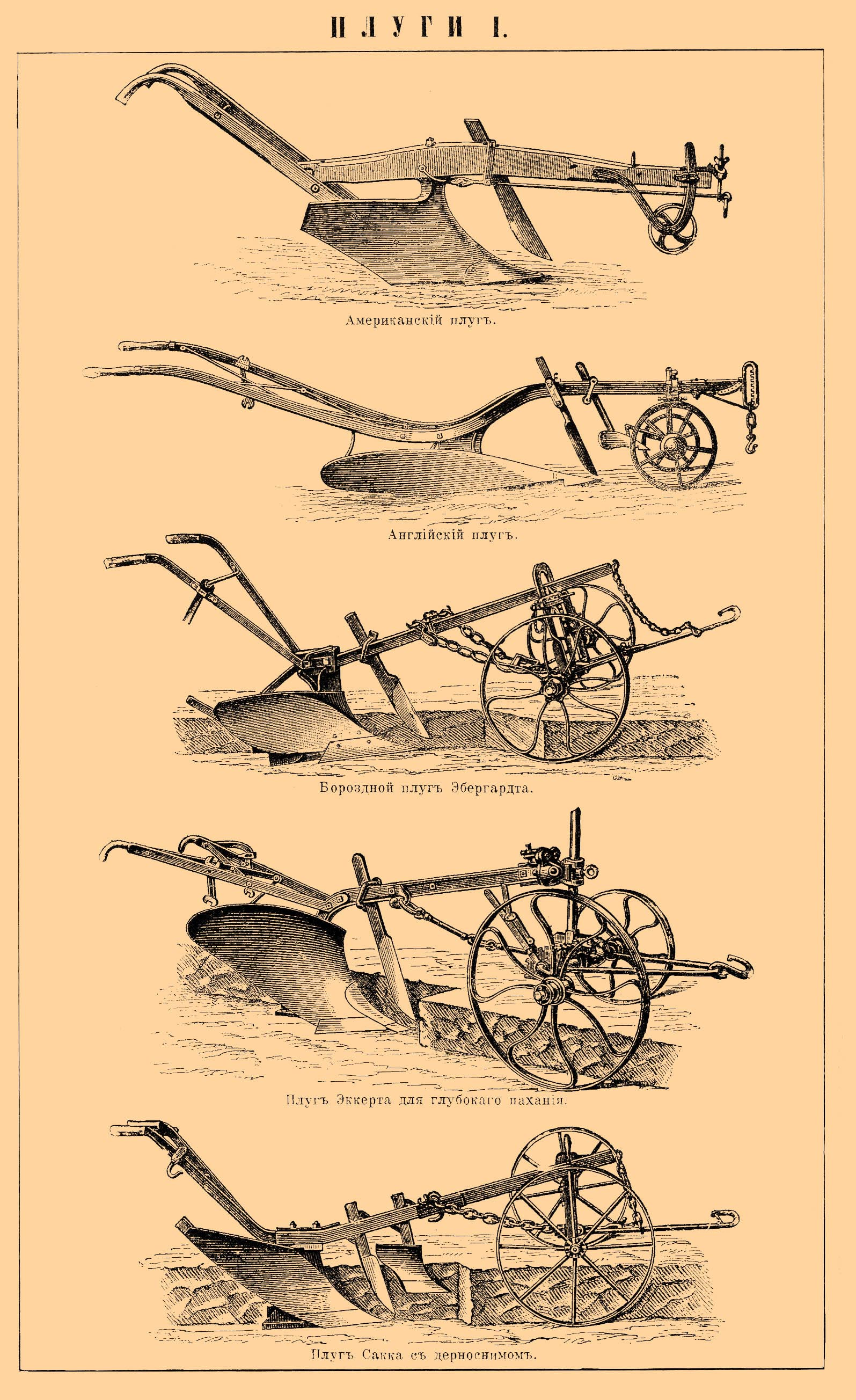
Различные плуги конца XIX — начала XX века. Энциклопедия Брокгауза и Эфрона

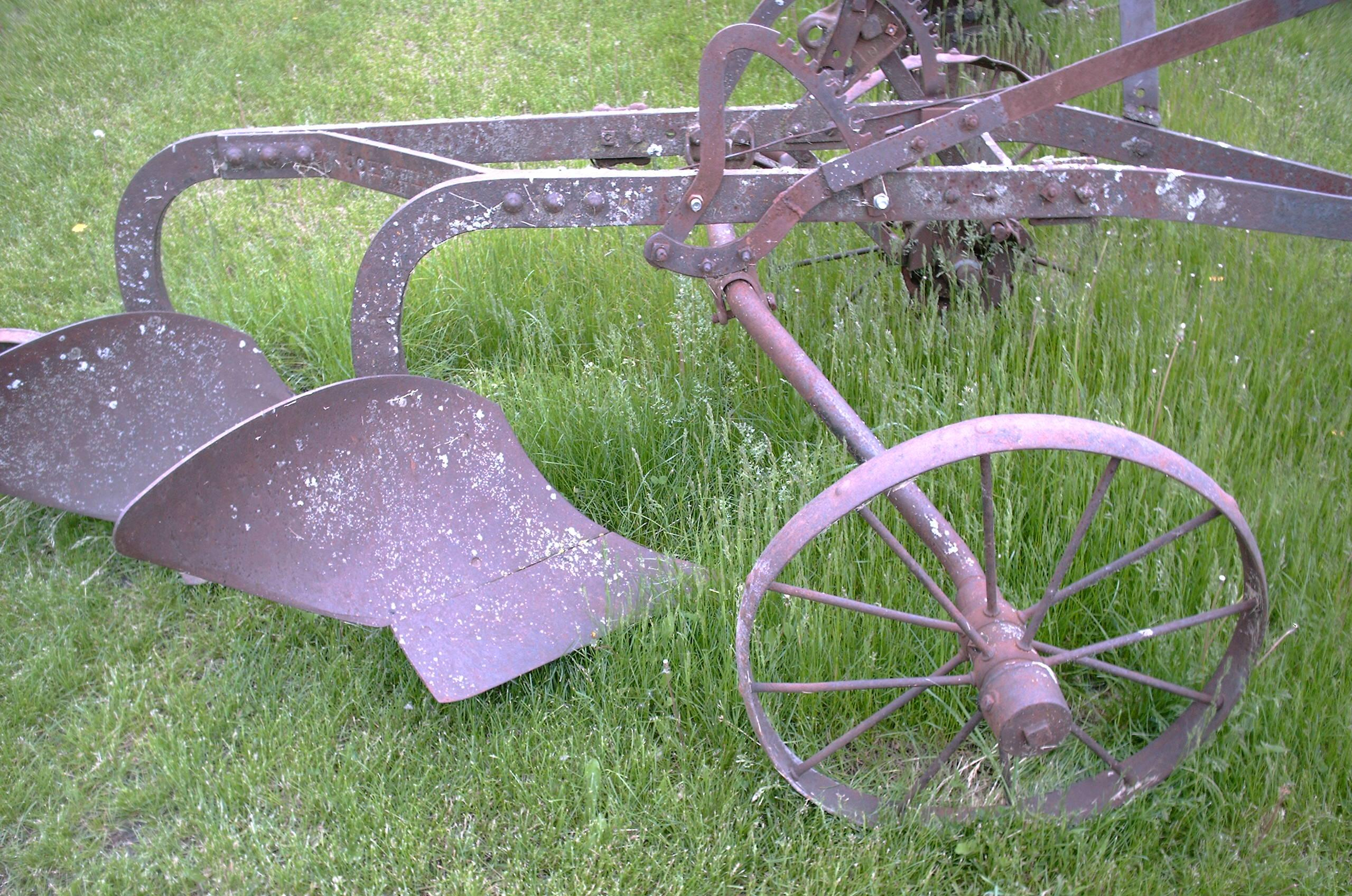
Двухкорпусный плуг на лошадиной (конной) тяге

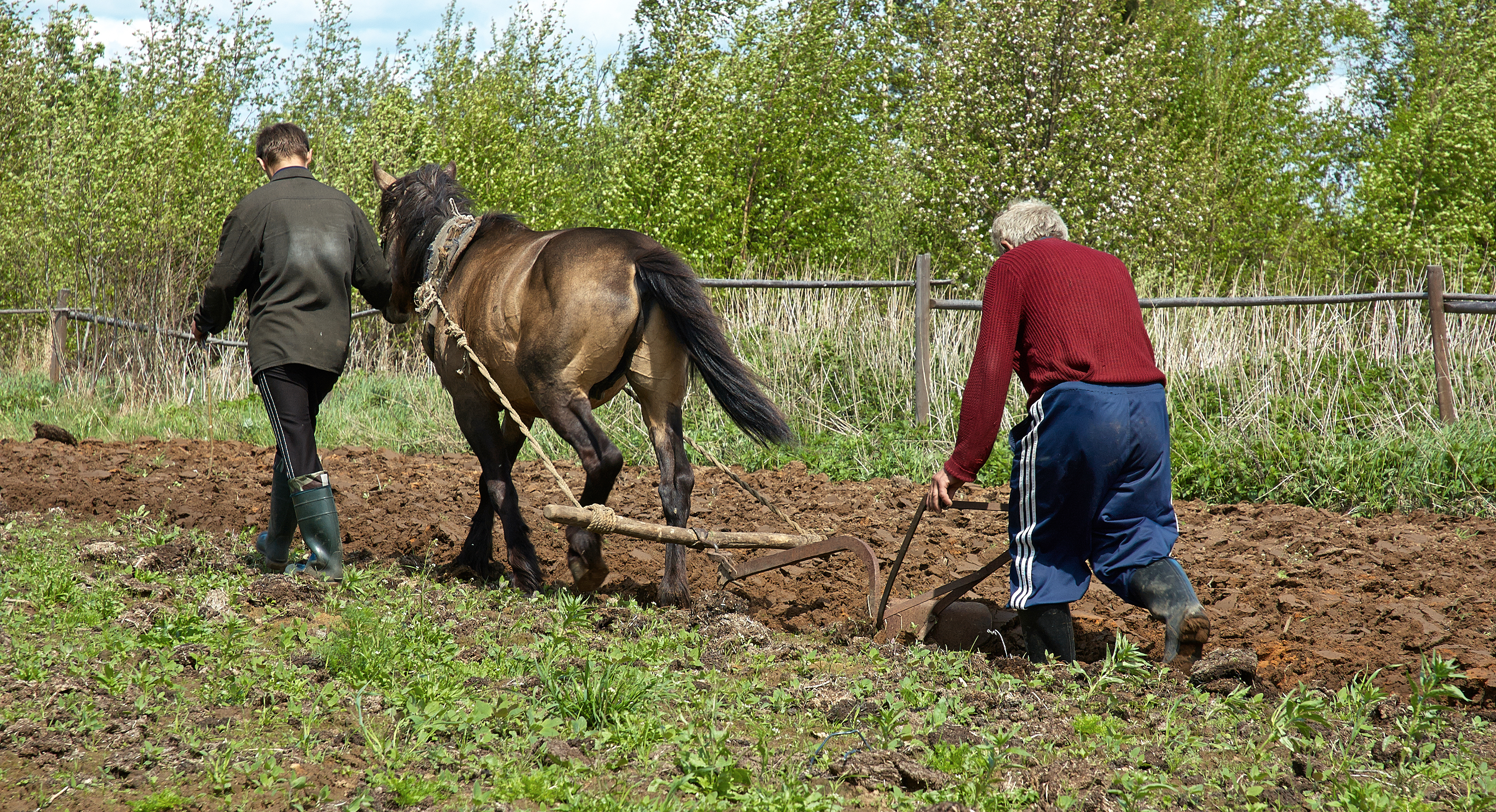
Вспашка земли однокорпусным конным плугом на огороде в центральной части России

Стальные плуги появились во времена промышленной революции. Они были легче и прочнее тех, что изготовлялись из железа или дерева. Первый стальной плуг изобрёл американский кузнец Джон Дир (John Deere) в 1830-х годах. К тому времени дышло, крепившееся к упряжи животных, было приспособлено так, что колесо в передней части плуга катилось по земле. Первые стальные плуги управлялись пешим человеком. Управляющий шёл вслед за плугом, держась за две рукоятки, и регулировал направление и глубину борозды. Он также часто руководил движением животных, тянущих за собой плуг. Позже появились плуги, где управляющий уже сидел на специальном сидении на колёсах, а плуг имел несколько лемехов.
Одна лошадь⁣, как правило, может тянуть только плуг для одной борозды на чистой и мягкой почве. Для обработки более тяжёлых почв требовалось две лошади, одна из которых шла по борозде, а другая по необработанной земле. Для плугов, делающих две и более борозд, одна или несколько лошадей должны идти по свободной, невспаханной земле, и даже это даётся им с трудом. Обычно таким лошадям дают десятиминутный отдых каждые полчаса.
С появлением парового трактора стало возможно использовать его для вспашки. В Европе уравновешенные плуги на колёсах тянулись проволочными канатами (в качестве средства передачи), управляемых парой паровых двигателей английского инженера Джона Фаулера. В Северной Америке твёрдая почва равнин позволила прямое использование больших паровых двигателей в качестве тяговой силы. Часто бывало, что до десяти паровых машин тянули один большой плуг, что позволяло вспахать сотни акров земли за день. Только паровые машины могли двигать такие большие плуги. Когда появились бензиновые двигатели, они не имели достаточной мощности сравнимой с паровой тягой.
В Австралии в 1870-е годы был изобретён специальный плуг для распашки земель под виноградники, названный «Стамп Джамп». Его устройство позволяло плужному лемеху самому перепрыгивать через шишковатые и очень длинные, выступающие на поверхность корни эвкалиптов. С помощью такого плуга первые поселенцы в долине Макларен обрабатывали все самые старые виноградники в регионе.
Более простая система, созданная позже, использует вогнутый диск (или два), установленный под большим углом к направлению движения. Вогнутая поверхность удерживает диск в земле, если под него не попадает что-либо твёрдое. Когда плуг натыкается на корень дерева или камень, лемех плуга подпрыгивает, что позволяло избежать поломки плуга и продолжить вспашку.
В начале XX века разрабатывались также электроплуги основанные на 3 принципах: канатные плуги на электротяге лебёдками, электромоторизованные плуги и плуги, агрегатируемые с электротракторами.

#### Детали плуга на примере ручного плуга XIX века

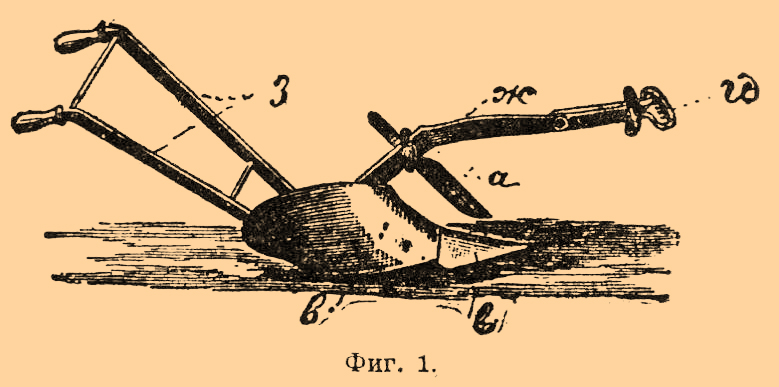
Ручной плуг XIX века

В отдельности главные части плуга (рис. справа) производят следующую работу.
Нож (а) — отрезает пласт в вертикальной плоскости. Лемех (б) в горизонтальной, оборачивает и разрыхляет пласт — отвал (в). К ним присоединяются ещё полевая доска (г), дающая плугу опору в вертикальной плоскости, подошва (д), служащая опорой плуга снизу и принимающая на себя вес плуга и лежащего на нём во время работы пласта; одна или две стойки (е), к которым прикрепляются с одной стороны вышеупомянутые части, а с другой — грядиль (ж, дышло), за который с переднего конца зацепляется упряжной валек и прикрепляется регулятор (и), а с заднего рукоятки (з). Обе последние части служат для управления плугом. К каждому плугу прикладываются ещё ключ для отвинчивания и закрепления гаек, молоток для заклепывания и или плуговой башмак, который надевается на лемех, или плужные салазки, служащие для перевозки плуга с одного места на другое. В современных плугах вместо ножа может устанавливаться предплужник.

## Современный плуг

### Лемешный плуг

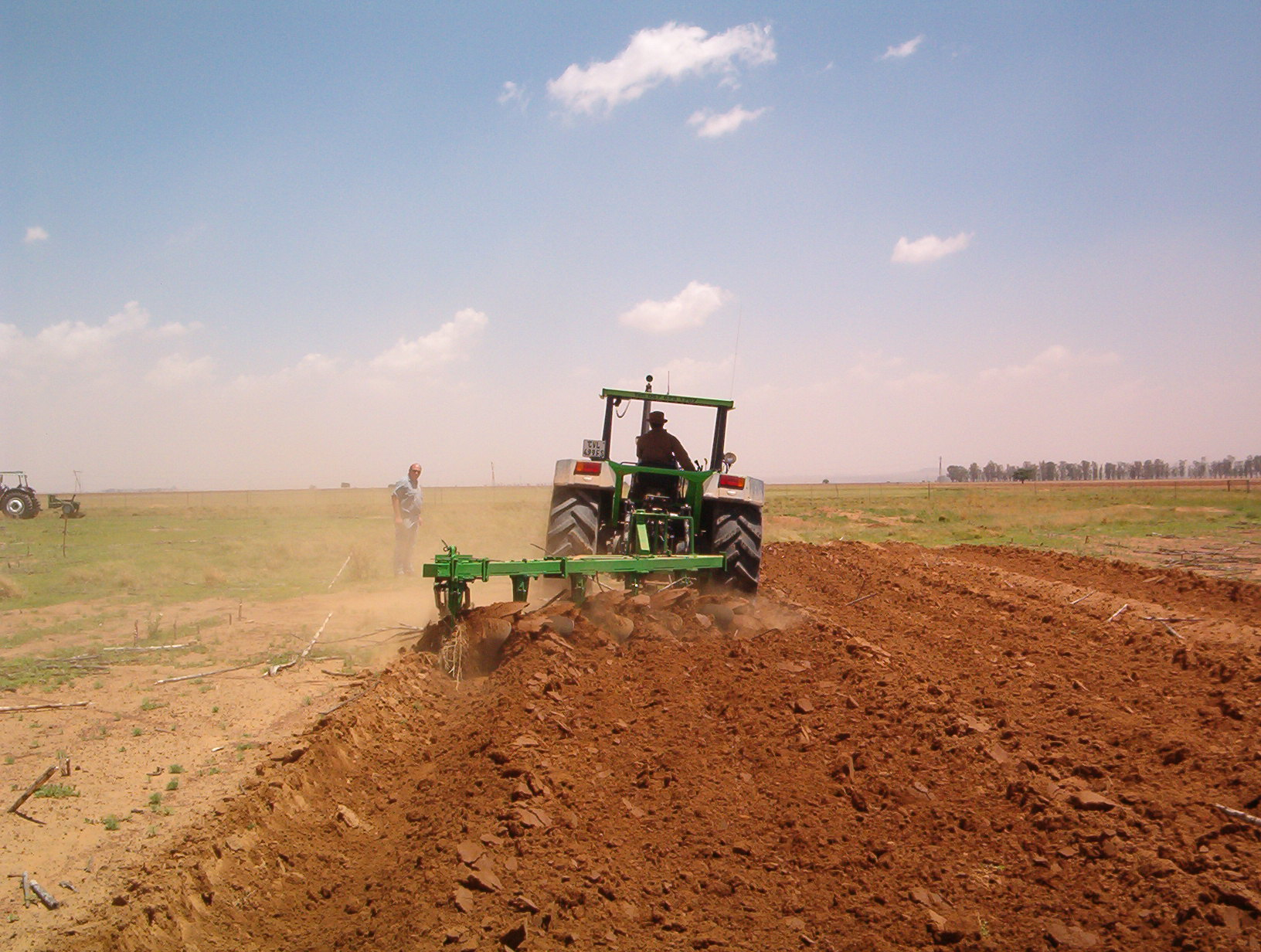
Вспашка 5-корпусным навесным отвальным плугом агрегатированным с колёсным трактором в ЮАР

Традиционные плуги могут переворачивать землю только в одном направлении, указываемым отвалом лемеха. В результате действия плуга образуются гребни вспаханной земли между бороздами, похожие на грядки. Этот эффект наблюдается и на некоторых полях, обрабатывавшихся в древние времена.
Современные плуги разделяют:
- по типу рабочих органов — на лемешные, дисковые и роторные;
- по роду тяги — на тракторные (навесные, полунавесные и прицепные), конные и канатные;
- по числу рабочих органов — на одно-, двух- и многокорпусные;
- по назначению — для основной вспашки (общего назначения) и специальные (лесные, кустарниково-болотные, садовые, виноградниковые, плантажные, ярусные и т. д.[22][23]);
- по способу вспашки — на бороздные, работающие всвал и вразвал (с образованием свальных гребней и разъёмных борозд), и для гладкой пахоты.

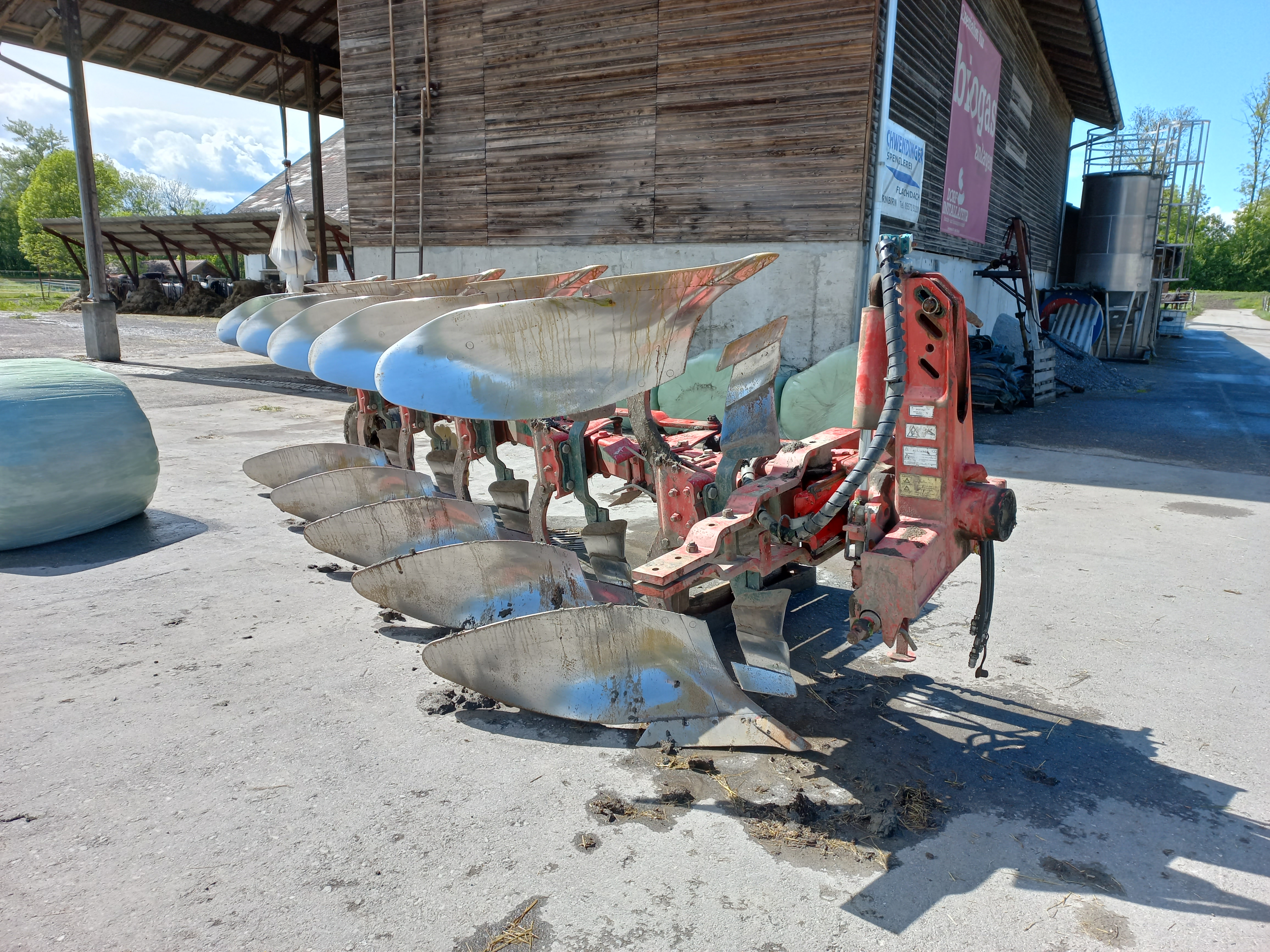
5-корпусный тракторный навесной оборотный плуг с предплужниками

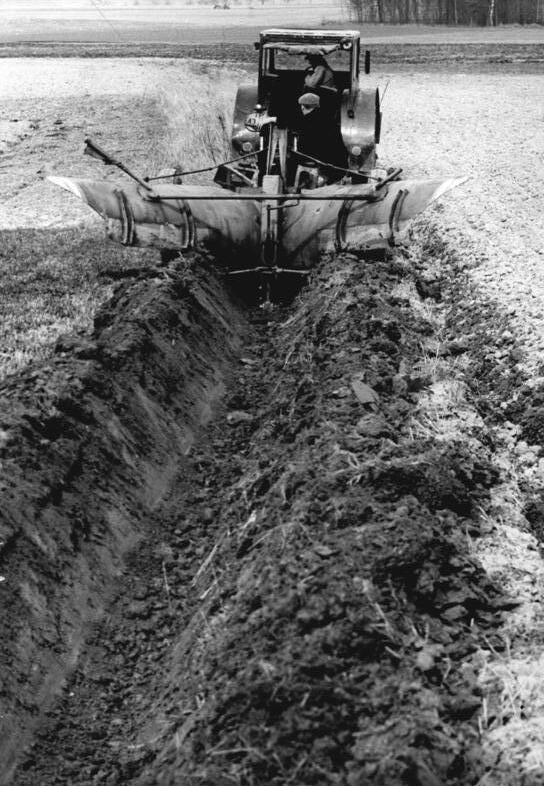
Двухотвальный плуг-траншеекопатель

Оборотные плуги имеют двойные переворачивающиеся лемеха: пока один работает на земле, второй переворачивает её в воздухе (ошибочное суждение — в текущий момент времени работает один комплект — так же, как у обычного плуга). Доходя до края поля, плуг под действием гидравлики переворачивается, и при втором обратном проходе новые борозды отваливаются в ту же сторону, что и в первый раз — это позволяет избежать образования гребней.
Оборотный плуг не производит никаких дополнительных операций с пластом. Его использование позволяет пахать «челночным» методом — каждый последующий проход вплотную к предыдущему. Для этого необходимы два комплекта лемехов «зеркальной» конструкции на одной раме. При проходе один комплект работает, второй «смотрит в небо». После прохода и разворота агрегата «зеркальные» лемеха с помощью гидравлики меняются местами. Такая схема вспашки позволяет получить однородную вспаханную поверхность с гребнями, ориентированными в одну сторону (гладкая вспашка). Кроме того, экономится время и топливо на переездах между загонами.
При вспашке же обычным плугом половина загона имеет гребни справа от борозды, половина — гребни слева. При этом в центре загона образуется либо двойной гребень (при вспашке «в свал», когда агрегат начинает движение с середины загона и ходит по расширяющейся спирали), либо двойная борозда (при вспашке «вразвал», когда агрегат начинает движение у края загона и ходит по сужающейся спирали).
Оборотный плуг подсоединяется к трактору с помощью трехточечной навески. Обычные плуги имеют от 2 до 5 отвалов, но полунавесные плуги, поднятие которых поддерживается колесом, могут иметь до 18 отвалов. Ширина захвата каждого отвала может варьироваться от 30 см до 60 см. Гидравлическая система трактора используется для поднятия и переворота плуга, а также для регулирования ширины и глубины борозды. Тракторист всё ещё должен регулировать сцепление плуга, так чтобы он шёл под нужным углом. На современных тракторах глубина и угол вспашки устанавливаются автоматически.
Цель вспашки состоит в перемешивании слоёв земли, обогащении её кислородом, избавлении от сорняков и некоторых бактерий. Закопанные сорняки разлагаются в земле и служат в качестве компоста.

### Дисковый плуг

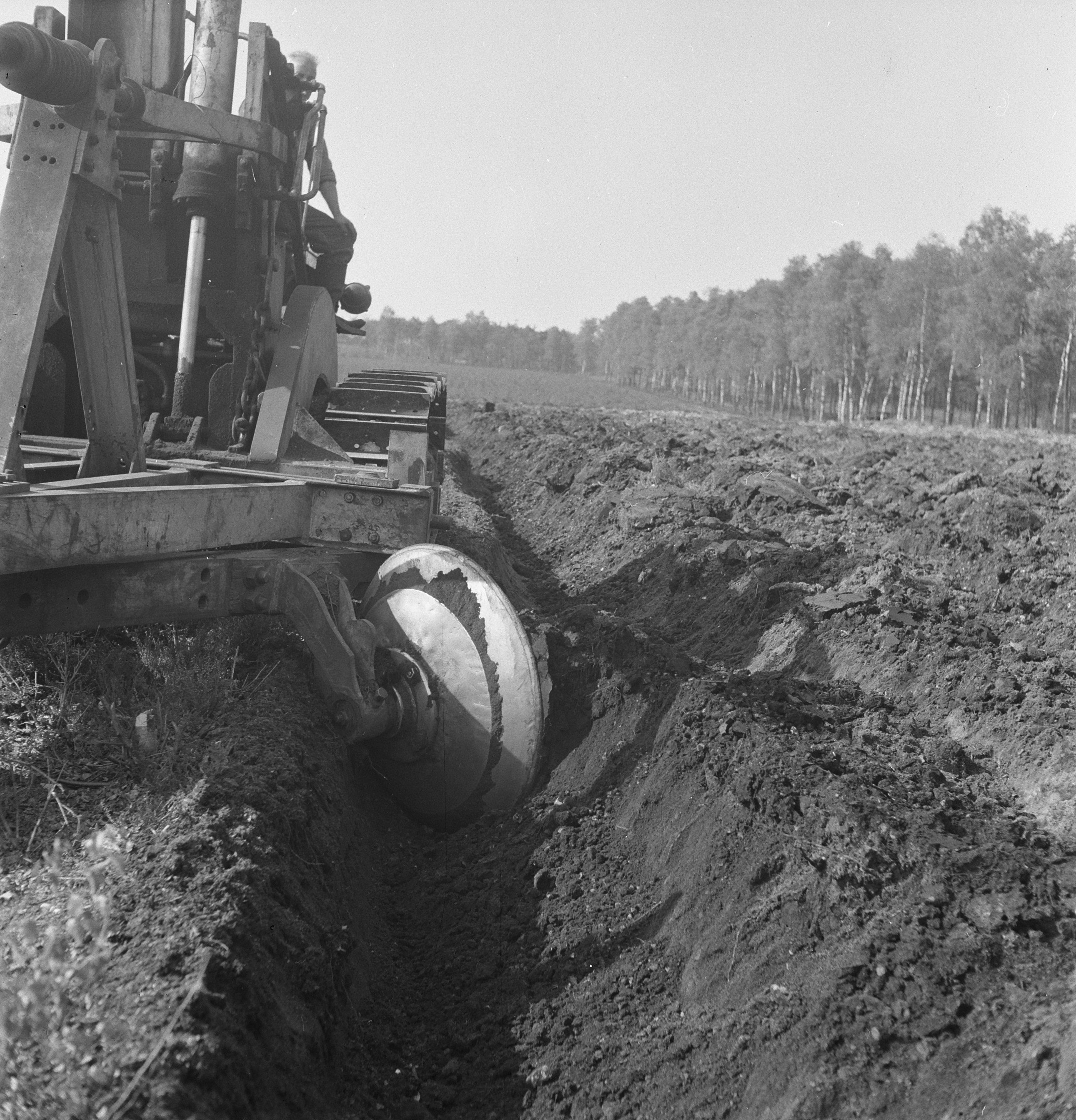
Вспахивание 1-корпусным дисковым плугом

Дисковый плуг в основном применяют при освоении новых территорий для вспашки новых земель после раскорчёвки леса, тяжёлых, уплотнённых, засорённых растениями и болотных почв. Рабочими органами этой разновидности плуга являются смонтированные на раме плуга сферические диски, вращающиеся на осях.

### Роторный плуг
Роторные плуги применяются также, кроме вспашки, для фрезерования почвы.

### Кустарниково-болотный плуг
Кустарниково-болотный плуг применяют для вспашки болотных и торфяных почв, лесных раскорчёвок, расчисток после кустореза, а также почв, покрытых кустарником и древесной порослью высотой 2—4 метра.

### Плантажный плуг

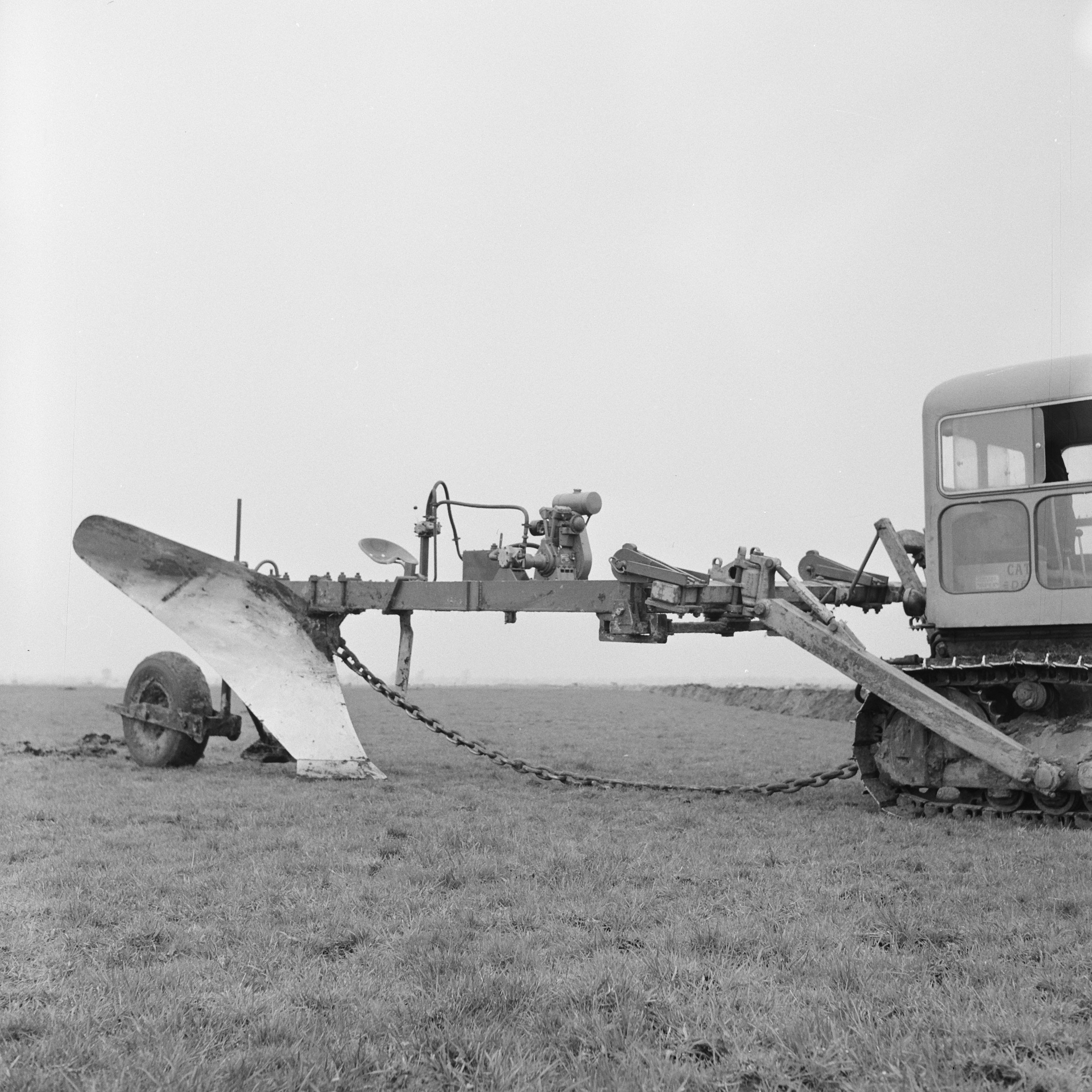
Однокорпусный прицепной плантажный плуг

Широкое распространение виноградников, плодовых насаждений и лесопосадок потребовало создания специального плантажного плуга, вспахивающего землю на большую, чем обычный плуг, глубину (до 100 см), что способствует созданию более благоприятных условий для развития корней растений. Плантажный плуг может иметь двойные лемеха на разной глубине, почвоуглубители и другие рабочие органы, глубоко рыхлящие почву. Конструкция плуга позволяет улучшить водный режим почвы и уменьшить выщелачивание питательных веществ из верхних слоев грунта. Одновременно с плантажной вспашкой может проводиться внесение органических и минеральных удобрений.

### Ярусный плуг
Для двух- и трёхъярусной вспашки солонцовых и подзолистых почв применяют специально предназначенный ярусный плуг. При трёхъярусной пахоте:
- передний корпус снимает верхний слой почвы, оборачивает его и укладывает на дно борозды, образованной при предыдущем проходе заднего корпуса;
- средний корпус поднимает третий слой и вместе с лежащим на нём верхним слоем сдвигает их в сторону, не оборачивая;
- одновременно задний корпус поднимает второй слой, оборачивает и сбрасывает на дно борозды, образованной средним корпусом.

В процессе двухъярусной вспашки (плуг с предплужником):
- либо укладывают верхний слой (дёрн) на поверхность поля, а нижний слои перемешивает (безотвальный плуг),
- либо верхний слой заделывают на глубину, а нижний слой без оборота поднимают на поверхность (отвальный плуг).

### Садовые плуги

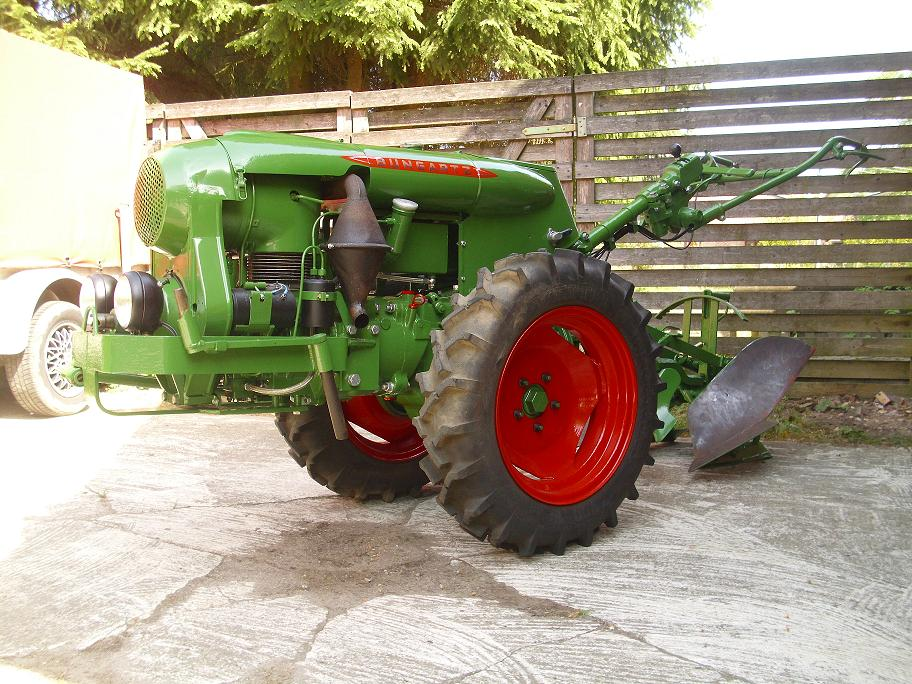
Мотоблок с плугом

Для вспашки почвы в междурядьях садов обычно применяют садовый плуг, который снабжён специальным приспособлением — устройством, обеспечивающим боковое смещение плуга относительно продольной оси трактора, что позволяет обрабатывать почву под кронами полновозрастных деревьев.

### Лесной плуг
Отрывает борозды для посадки и посева лесных культур на нераскорчёванных вырубках специально приспособленный лесной плуг, снабжённый одновременно работающим корпусом с право- и левооборачивающими отвалами, имеющий приспособление для посева в отрываемые борозды семян хвойных пород.

### Плуг для пахоты каменистых почв
Для обработки каменистых почв применяют специальный плуг, который снабжён рычажным механизмом для выглубления корпусов при встрече с препятствием и заглубления после преодоления его.
Плуг оснащен системой рессорной защиты, которая служит для выглубления корпусов плуга при наездах на препятствия (камни, плитняк и другие предметы) и автоматического их заглубления после преодоления препятствий, а также для обеспечения устойчивой работы корпусов при пахоте почв различного механического состава, плотности и влажности.
На плуге устанавливаются корпуса с удлинёнными полувинтовыми отвалами. Носок лемеха усилен специальным долотом. Все интенсивно изнашиваемые детали корпусов изготавливаются из высококачественной стали и термически обрабатывается.
Плуг оснащен механизмом изменения ширины захвата корпусов (в пределах 30 — 50 см для каждого корпуса) позволяющим регулировать (в зависимости от почвенно-климатических условий) ширину захвата плуга, что способствует выбору оптимального режима работы трактора и экономии расхода топлива. Изменение ширины захвата осуществляется с помощью тяг и гидросистемы трактора.

### Плуг для гладкой пахоты
На огромных и незащищённых от воздействия ветровой эрозии почвы равнинах (земли Северной Америки, целинные земли Казахстана) применение традиционного отвального плуга себя не оправдало. Специально для гладкой пахоты учёные разработали безотвальный плуг (плоскорез). Таким образом, для рыхления почвы на глубину до 40 см без оборота пласта применяют корпуса, которые не имеют отвала.

## В духовной культуре

### В религии и мифологии
В земледельческих культурах плуг или соха имеют культовое значение, поскольку участвуют в календарных обрядах — например, «первой борозды». В мифологических представлениях плуг нередко приобретает фаллическую символику, поскольку «оплодотворяет» Мать-Землю. С этим связан и тот факт, что пашут и сеют в традиционном обществе обычно мужчины, как носители оплодотворяющего начала.
У восточных славян и на Балканах во время Зимних Святок (в Крещенский, а с XVIII века — в Васильев вечер) проводился обряд «кликанья плуги». Он заключался в шествии с плугом, его величании и даже заклинании, а также в инсценировке пахоты и сева. Этот обряд, базировавшийся на магии подобия и магии «первого дня», должен был обеспечить в наступающем году плодотворную обрабоку земли и обильные всходы.
У многих земледельческих народов известен ритуал опахивания. Он основывается на ассоциации борозды, проведённой плугом, с границей, отделяющей освоенное, окультуренное пространство от хаоса внешней окружающей среды.
В мифологиях земледельческих народов имеют место персонажи, родившиеся из борозды, проведенной плугом. Согласно «Рамаяне», богиня Сита (др.-инд. Sītā «борозда») родилась из борозды, которую провёл плугом её отец Джанака, опахивая место для жертвоприношения. По преданиям этрусков, из борозды на поле вблизи Тарквиний родился Тагес — мальчик с умом старца.

Плуг и молот, внутри красной звезды, эмблемы РККА.

Герб Петах Тиквы.

### В геральдике
Плуг используется как эмблема земледелия и как символ новой жизни. В первые годы существования Советской России плуг употреблялся как эмблема трудового крестьянства и одно время изображался с молотом, пока его в этом качестве не вытеснил серп. Плуг также был изображён на советских монетах достоинством в один рубль и полтинник в 1920-е годы; силуэт плуга также изображался на ордене Красного Знамени и на медалях в некоторых странах Восточной Европы (например, в Чехословакии в 1948—1989 гг.).
Как эмблема новой жизни, плуг использовался в конце XVIII — начале XIX века в Северной Америке, а в нынешнее время изображен на государственном гербе Либерии.
Также в настоящее время изображён на государственных печатях штатов (государств) США: Пенсильвания, Орегон, Оклахома, Северная Дакота, Невада, Монтана и Миннесота.
Изображение плуга присутствует на гербе Петах-Тиквы.